# اولشووا (استان اوپوله)

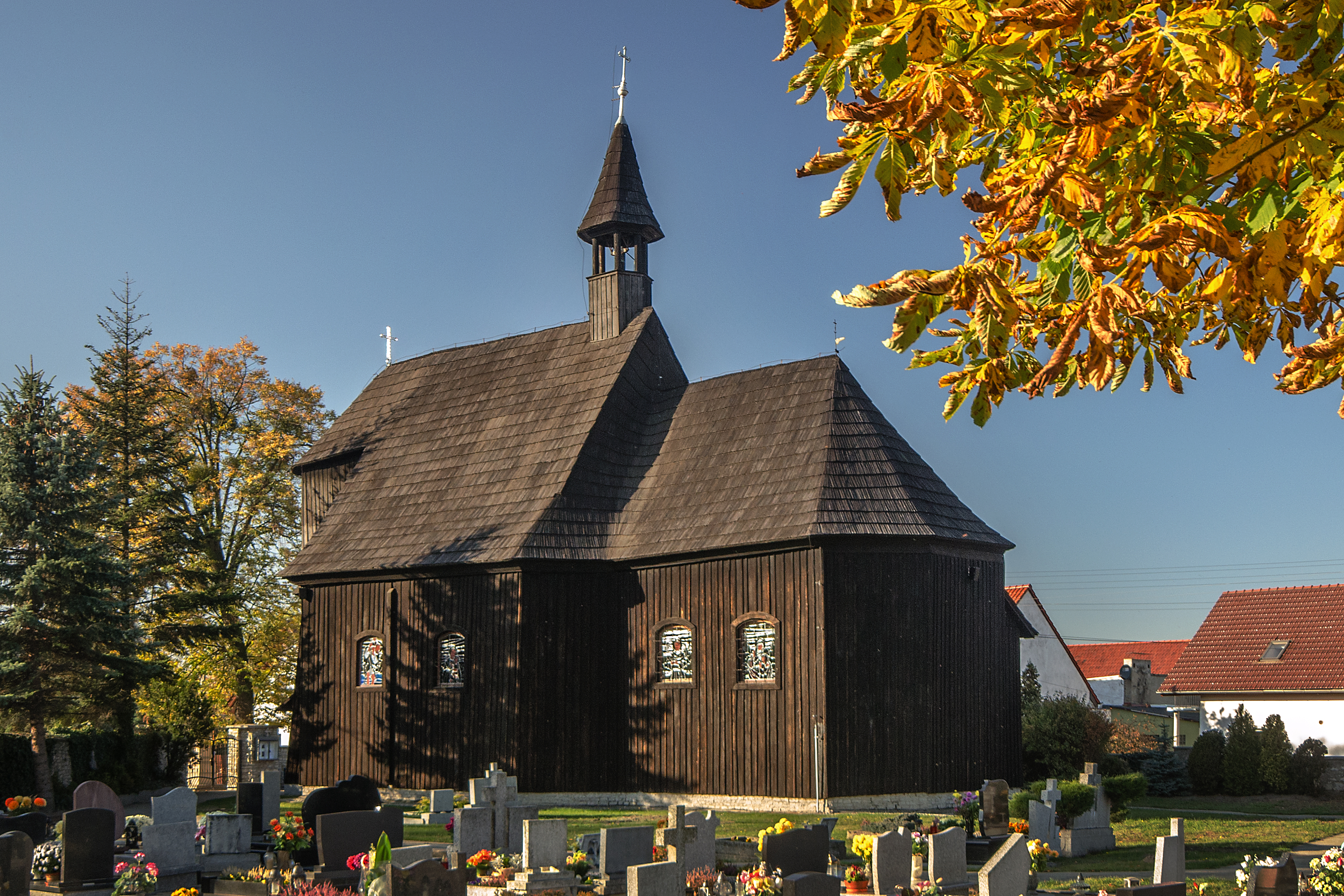
نگاره‌ای از یک کلیسا در روستای اولشووا - ۲۰۱۵

اولشووا (به لهستانی:  Olszowa) یک روستا در لهستان است که در گمینا اویازد (استان اوپوله) واقع شده‌است. اولشووا ۳۵۰ نفر جمعیت دارد.